# Убийствен пъзел 5
„Убийствен пъзел 5“ (на английски: Saw V) е канадско–американски филм на ужасите от 2008 г. Премиерата му е на 24 октомври 2008 г. в САЩ и Канада, и ден по-рано в Австралия.

## Актьорски състав
- Тобин Бел – Джон Крамър
- Костас Мандилор – детектив Марк Хофмън
- Скот Патерсън – агент Питър Страм
- Бетси Ръсел – Джил Тък
- Марк Ролстън – агент Дан Ериксън
- Джули Бенц – Брит

## Продукция
Снимките на филма протичат в Торонто, Канада между 17 март и 28 април 2008 г.